# احمد نامدار
احمد نامدار نویسنده و مترجم و وزارت مشاور و معاون نخست‌وزیر در دولت علی امینی بود. او از بنیانگذاران حزب کبود بوده که خط مشی فاشیستی و دست راستی داشته این حزب به نام حزب نازی ایران نیز خوانده می د و مدتی نیز به عنوان منشی سفارت آلمان نازی در ایران فعالیت می‌نمود.

## تالیفات
آئینه سیاه انتشارات آناهیتا ۱۳۴۸
منجلاب هستی ۱۳۳۷
لیدی دارلینگتون از فرد ستوارت مترجم احمد نامدار
سلام جناب سفیر کبیر - ۱۳۴۳